# Jéssica Pereira (judoka)
Jéssica Pereira (12 de septiembre de 1994) es una deportista brasileña que compite en judo. Ganó seis medallas en el Campeonato Panamericano de Judo entre los años 2017 y 2025.

## Palmarés internacional
| Campeonato Panamericano | Campeonato Panamericano   | Campeonato Panamericano | Campeonato Panamericano |
| Año                     | Lugar                     | Medalla                 | Categoría               |
| ----------------------- | ------------------------- | ----------------------- | ----------------------- |
| 2017                    | Ciudad de Panamá (Panamá) | Medalla de oro          | –52 kg                  |
| 2018                    | San José (Costa Rica)     | Medalla de oro          | –52 kg                  |
| 2020                    | Guadalajara (México)      | Medalla de bronce       | –57 kg                  |
| 2021                    | Guadalajara (México)      | Medalla de bronce       | –57 kg                  |
| 2023                    | Calgary (Canadá)          | Medalla de bronce       | –52 kg                  |
| 2025                    | Santiago (Chile)          | Medalla de plata        | –52 kg                  |